# Zelz (Weiding)
Zelz ist ein Gemeindeteil der Gemeinde Weiding im Landkreis Cham des Regierungsbezirks Oberpfalz im Freistaat Bayern.

## Geografie
Zelz liegt 1,5 Kilometer nördlich von Weiding und 500 Meter nördlich der Bundesstraße 20 am Zelzer Bach. Östlich von Zelz erhebt sich der 434 Meter hohe Lohmerriegel.

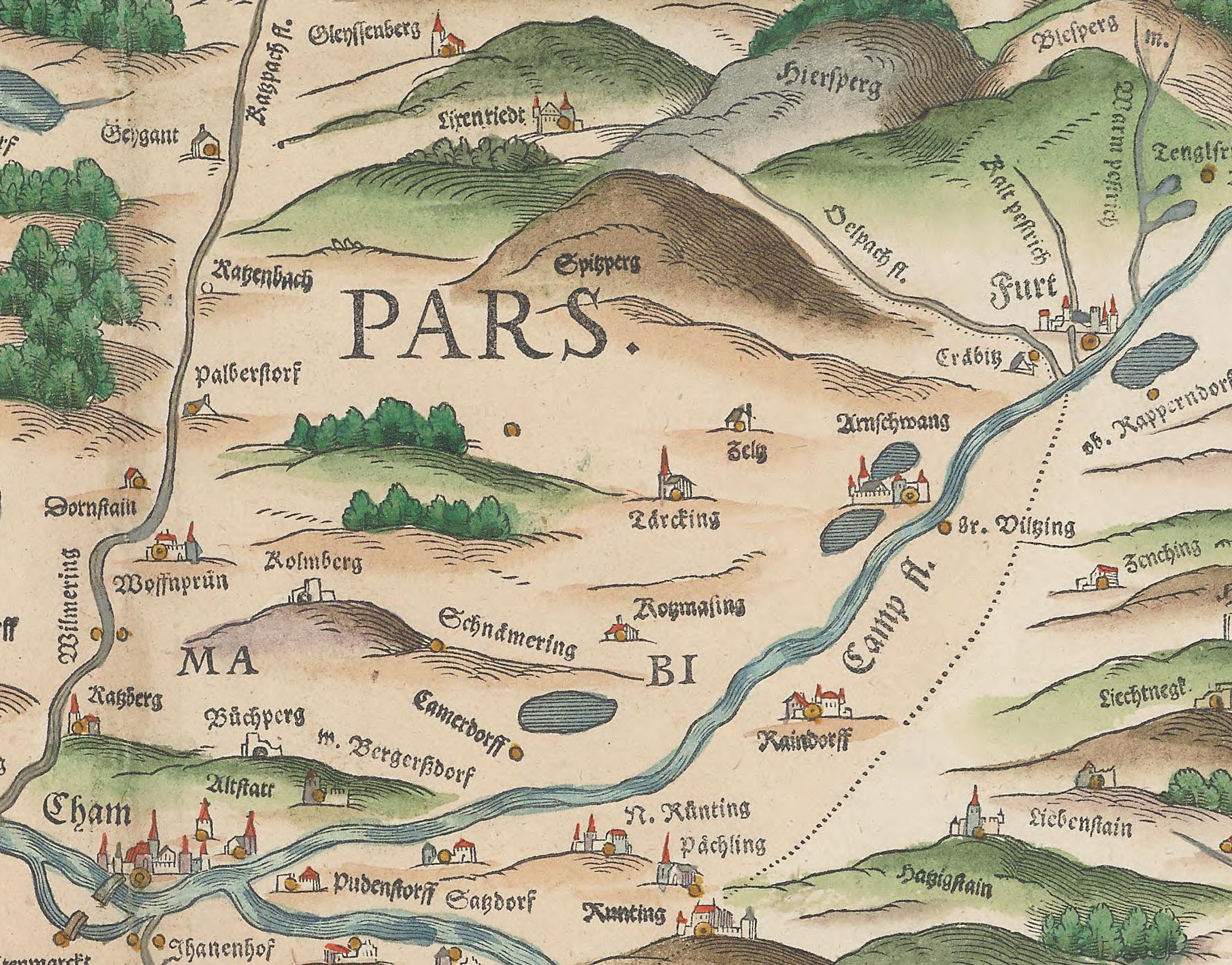
Zelz auf der Apian-Karte von 1568

## Geschichte
Zelz (auch: Zölz) lag innerhalb des Landgerichtes Cham, gehörte aber zum Landgericht Kötzting. Das Landgericht Kötzting war zunächst nicht in Obmannschaften unterteilt. Für Zelz wurde im Scharwerksbuch von 1580 jedoch ein Dorfrichter erwähnt. Ein Steuerbuch von 1612 nannte Zelz als zur Hauptmannschaft Furth gehörig.
1752 wurde Zelz Obmannschaft. Zur Obmannschaft Zelz gehörten die Dörfer Zelz mit 6 Anwesen, Nößwartling mit 15 Anwesen, das Kirchdorf Walting mit 13 Anwesen und der Weiler Kleindörfl mit 2 Anwesen. Eigentümer der 6 Anwesen in Zelz waren Pommer, Weber, Schmiedanderl, Koller. Es gab in Zelz eine Mühle, einen Wirt und ein Gemeinde-Hüthaus.
1808 wurde die Verordnung über das allgemeine Steuerprovisorium erlassen. Mit ihr wurde das Steuerwesen in Bayern neu geordnet und es wurden Steuerdistrikte gebildet. Dabei wurde Zelz 1810 wegen seiner Lage an das Landgericht Cham abgetreten. Hier wurde es der landgerichtsunmittelbaren Gemeinde Dalking zugeordnet. 1867 gehörten zur Gemeinde Dalking die Dörfer Dalking, Döbersing und Reisach, die Weiler Gschieß und Zelz und die Einöde Dürnwies⊙. Ab dem Ortsverzeichnis von 1904 wurde die Einöde Dürnwies nicht mehr aufgeführt, nur noch in der Kirchenmatrikel von 1916. Der Name der Einöde Dürrnwies ist bis in die Gegenwart in der Dürrnwiesstraße von Reisach nach Dalking erhalten. 1978 wurde die Gemeinde Dalking und damit auch Zelz nach Weiding eingemeindet.

## Pfarreizugehörigkeit
Zelz gehörte zunächst zur Pfarrei Arnschwang. 1697 wurde Dalking zur Pfarrei erhoben. Sein erster Pfarrer war bis 1702 Johann Michael Göltinger. Die Pfarrei Dalking umfasste die Ortschaften Dalking, Balbersdorf, Döbersing, Dürrnwies, Friedendorf, Großpinzing, Gschieß, Habersdorf, Kleinpinzing, Klinglhof, Pinzing, Reisach, Rettenhof, Steinwies⊙ (heute noch Straßenname am Westrand von Dalking), Weiding, Zelz. 1924 wurden Balbersdorf und Klinglhof und 1962 Habersdorf nach Waffenbrunn umgepfarrt. Die 1886 an Stelle einer Kirche aus dem 18. Jahrhundert erbaute Pfarrkirche von Dalking wurde 1965 durch eine größere Kirche ersetzt. 1997 bestand die Pfarrei Dalking aus den Ortschaften Dalking, Döbersing, Friedendorf, Gschieß, Pinzing, Reisach, Rettenhof, Schlammering, Weiding und Zelz. Ihr gehörten insgesamt 1774 Katholiken und 127 Nichtkatholiken an. 1997 hatte Zelz 52 Katholiken.

## Einwohnerentwicklung ab 1838
| Jahr | Einwohner | Gebäude |
| ---- | --------- | ------- |
| 1838 | 50        | 7       |
| 1861 | 69        | 27      |
| 1871 | 84        | 32      |
| 1885 | 61        | 12      |
| 1900 | 60        | 10      |
| 1913 | 65        | 10      |

| Jahr | Einwohner | Gebäude |
| ---- | --------- | ------- |
| 1925 | 64        | 10      |
| 1950 | 69        | 10      |
| 1961 | 47        | 10      |
| 1970 | 57        | k. A.   |
| 1987 | 48        | 13      |
| 2011 | 73        | k. A.   |

## Sehenswürdigkeiten und Tourismus
In Zelz, Hausnummer 2, steht ein denkmalgeschütztes Waldlerhaus (Denkmalnummer D-3-72-174-17). Es handelt sich um einen eingeschossigen, giebelständigen Satteldachbau mit Blockbau-Kniestock und verschaltem Giebelschrot vom Anfang des 19. Jahrhunderts.
Neben dem Waldlerhaus befindet sich ein mittelalterlicher Erdstall, der als Bodendenkmal gekennzeichnet ist. (Denkmalnummer: D-3-6742-0015)
Durch Zelz führt der Radweg Weiding-Gleißenberg. Er zweigt von den Fernradwegen des Chambtales ab:
- Ostbayerischer Jakobs-Radpilgerweg (Eschlkam-Regensburg-Donauwörth)[27][28]
- Chambtal-Radweg[29]
- München-Regensburg-Prag Radweg[30]